# 通霄神社

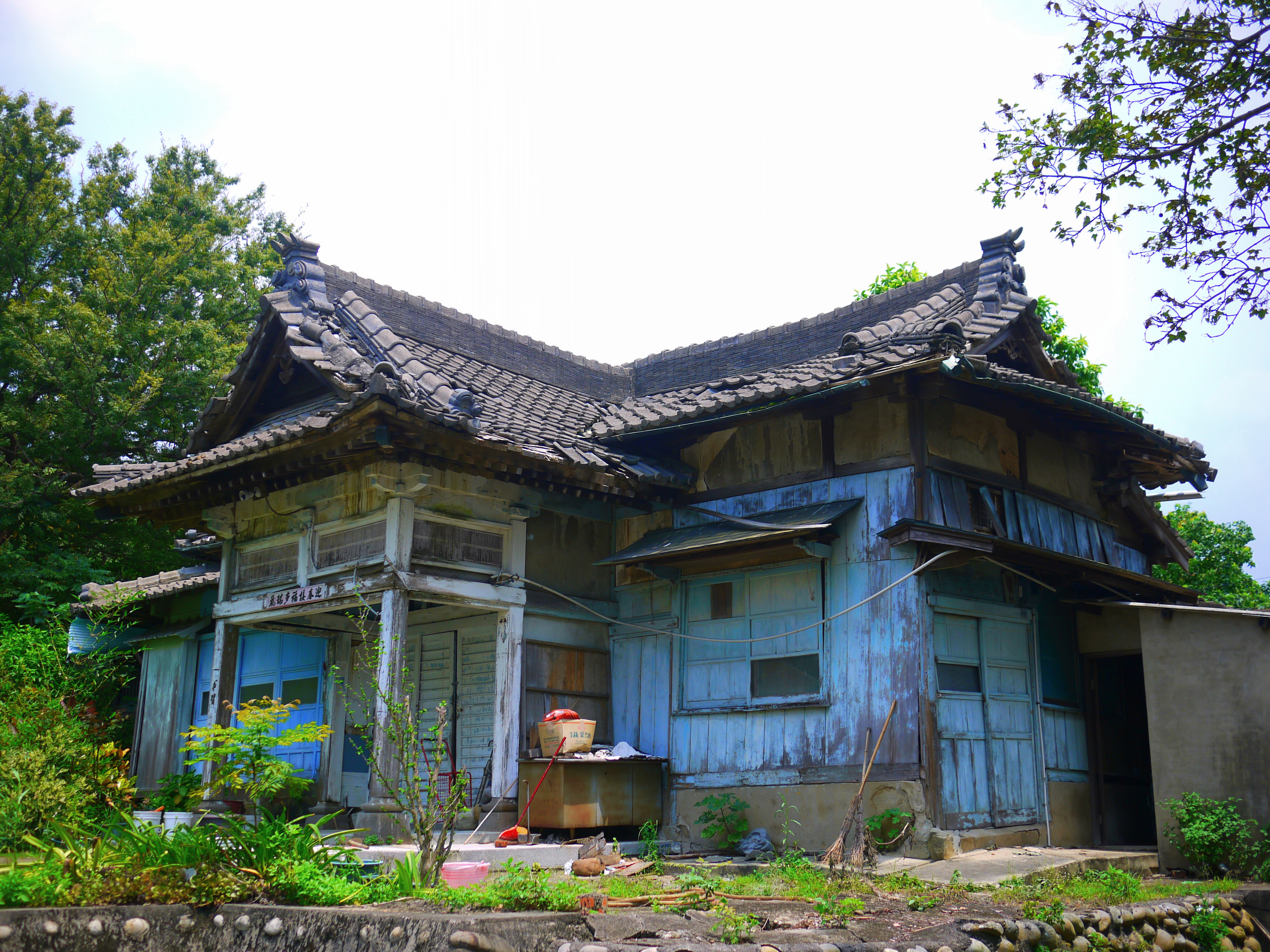
通霄神社の社務所

通霄神社（つうしょうじんじゃ）は、台湾の苗栗県通霄鎮の虎頭山公園内にある神社である。社屋が現存する台湾の神社として稀少であり、拝殿は第二次大戦後に台湾や福建省に見られる閩南様式に改築され、世界で唯一、閩南式の尖った屋根、「燕尾脊」の屋根を持つ日本式の神社であるという。
通霄神社の創建当時の行政区分は新竹州苗栗郡通霄庄。当時の社格は無格社であり、主祭神は天照大神と北白川宮能久親王であった。第二次世界大戦後、拝殿部分が通霄鎮の忠烈祠（戦没者慰霊施設）に改築された。通霄神社は2002年11月26日に苗栗県の歴史建築として登録された 。

## 沿革

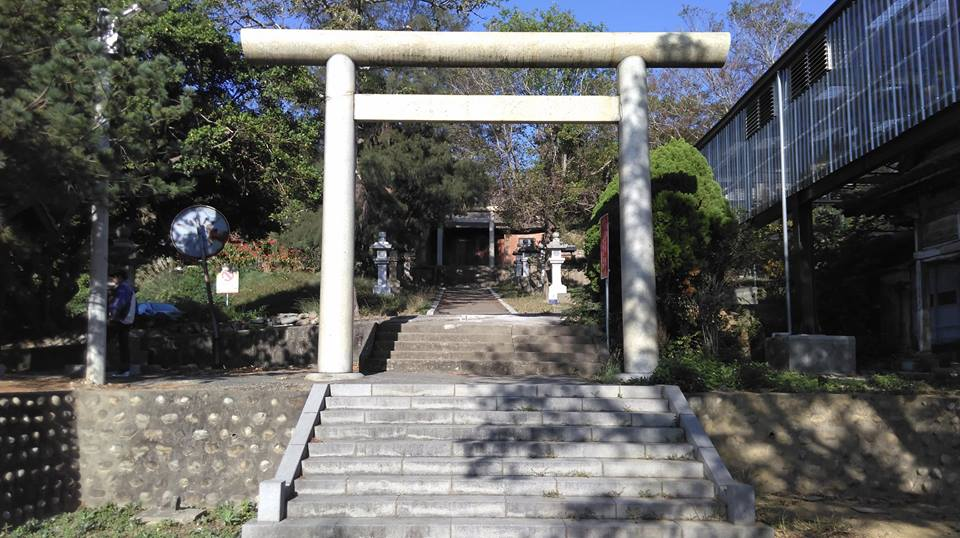
通霄神社の参道

日清戦争(1894年)後に下関条約が交わされ、日本が台湾を接収すると、北白川宮能久親王は近衛師団を率いて台北から南下し、通霄鎮に駐留した。これを記念して地元の人々が建造した「通霄御遺跡地記念碑」が通霄神社建立のきっかけとなった。
通霄神社は日本統治時代の昭和12年（1937年）に建立された。当年の1月22日、23日、通霄神社と日露戦役海軍望楼紀念碑、御遺跡碑の落成式が行われ、盛大に祝われた。
第二次世界大戦後、中華民国の国民政府は台湾を接収し、通霄神社にある「昭和」の文字や日本に関連する文物を破壊した。そのため通霄神社に付属する神主の宿舎や手水舎などが取り壊されたが、石灯籠は部分的に破壊を免れた。その後、当時の通霄鎮の第二鎮長であった唐長城は、拝殿を通霄鎮の忠烈祠に改築し戦没者を奉ったほか、台湾での民族的英雄とされる鄭成功を奉ったため、地元では鄭成功廟とも呼ばれている 。
民國81年（1981年）、第219憲兵大隊の基隆憲兵隊が付近の沿岸部を防衛する中部海岸巡防司令部に編入され、第219憲兵大隊の第3中隊が当地に駐屯した。拝殿は軍の売店として転用されてきたが、民國89年（1989年）に中部海岸巡防司令部は全て外部に転出し、その後付属する建物は民間人によって占拠された。
1999年に建築物は921大地震の影響を受けたが、2002年7月24日に鋼製の保護足場の建設に関する緊急契約が交わされ、正式な修復過程が2004年5月17日に始まり、2005年1月24日に完了した。通霄神社の社務所は921大地震の復興委員会が通霄鎮忠烈祠の修復に2000万台湾ドルを拠出した際、住人が転出を拒否したため、社務所部分の補修工事は行われていない。苗栗県文化財ハンドブックでは、当地は国有地であり、現在は陳氏によって占拠して住まわれていると指摘している。

## 建築
通霄神社の境内は神主宿舍（あるいは休憩所）、社務所、第一鳥居、手水舍、参道と石灯篭、第二鳥居、拜殿、幣殿、本殿等の建築によって構成されている。
本殿は玉垣によって囲われ、幣殿、拜殿は神明造であったが、現在は本殿と幣殿は土台だけが残り、拝殿は当初の木造建築の一部が残っているもの、外観は閩南様式に改築されている。すでに存在しない手水舍は流造で造られ、社務所は入母屋造、宿舍（休憩所）は寄棟造であった。

## アクセス
通霄駅から徒歩で約10分。

## ギャラリー

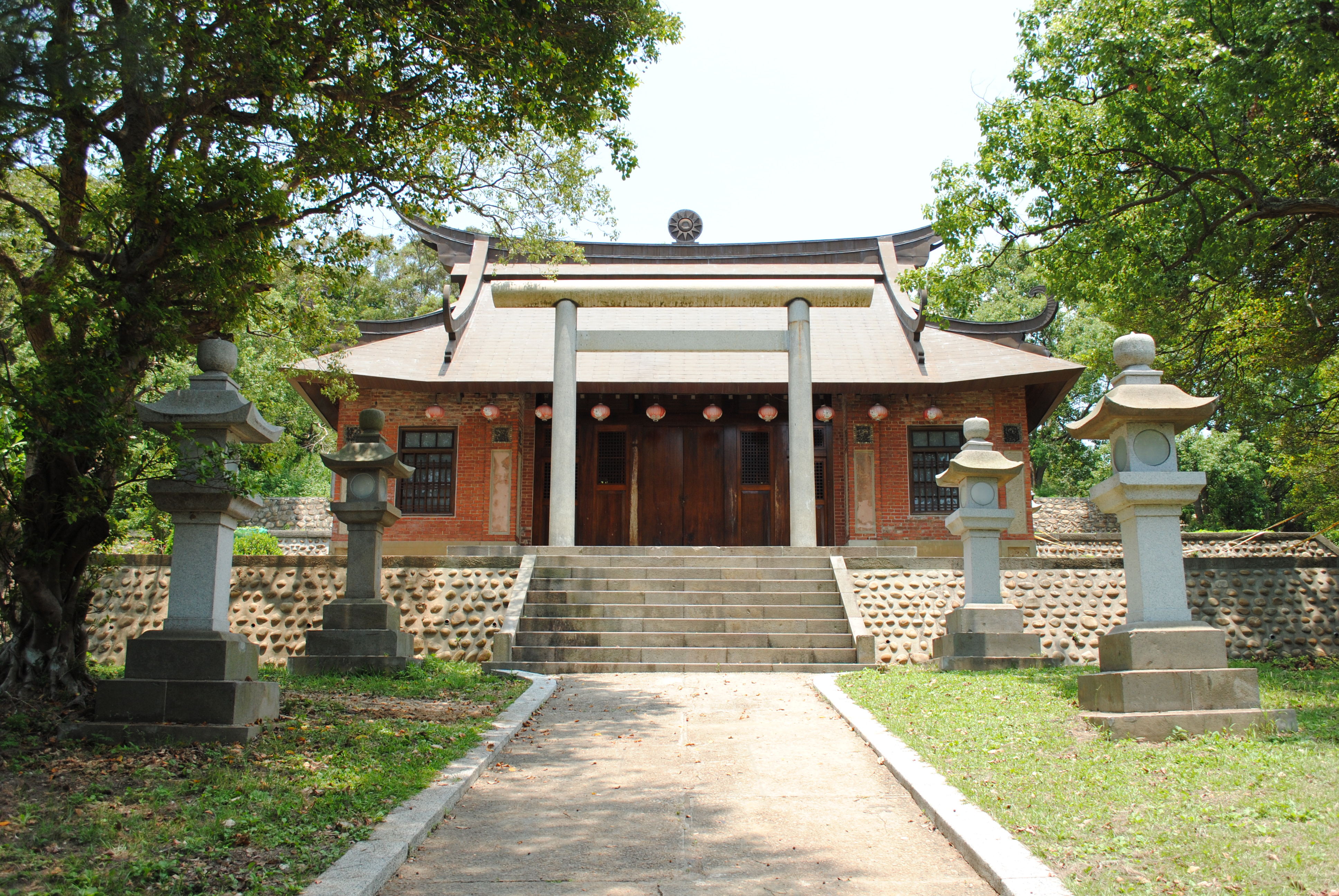
全景
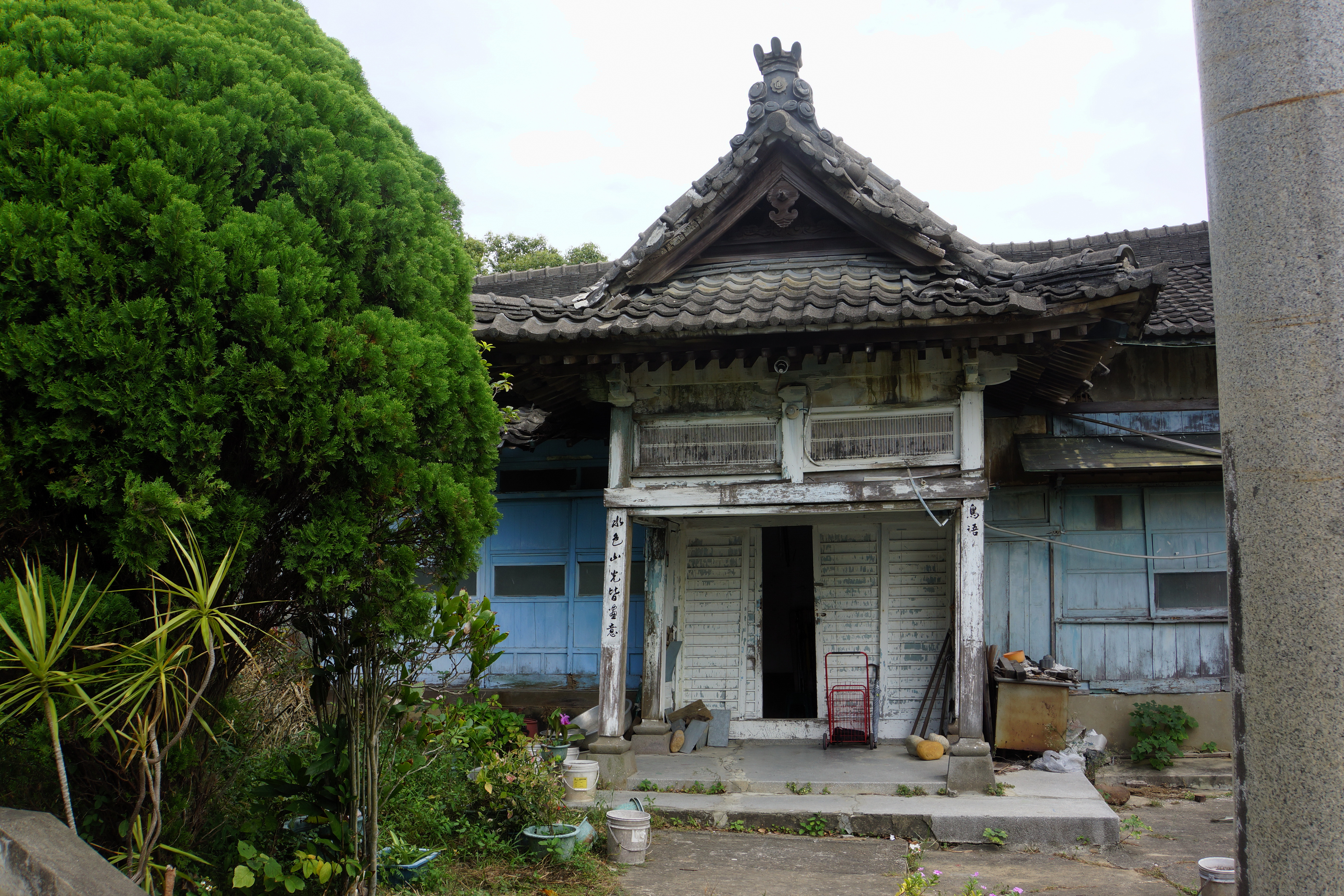
社務所正面
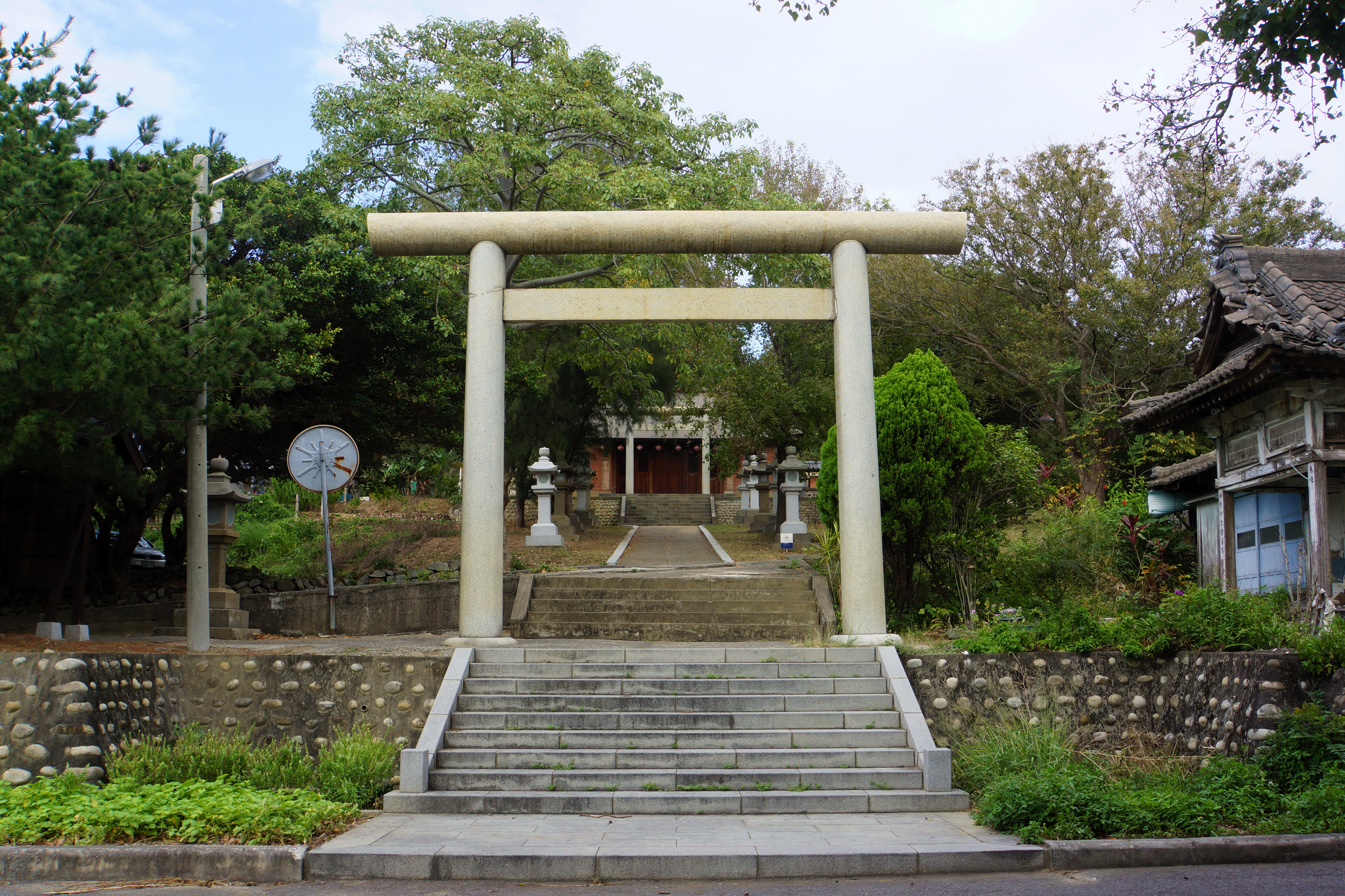
第一鳥居と参道
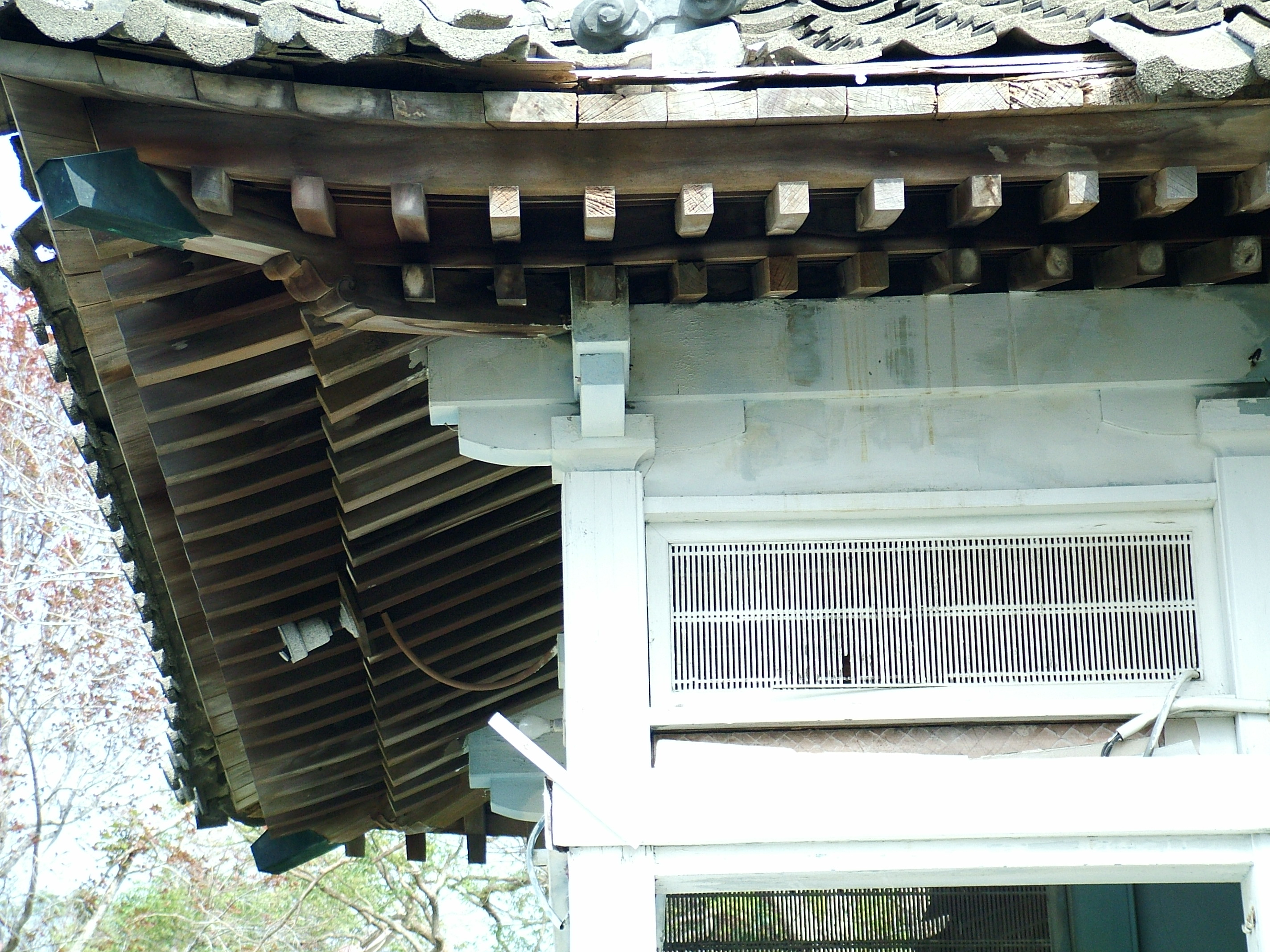
社務所屋根
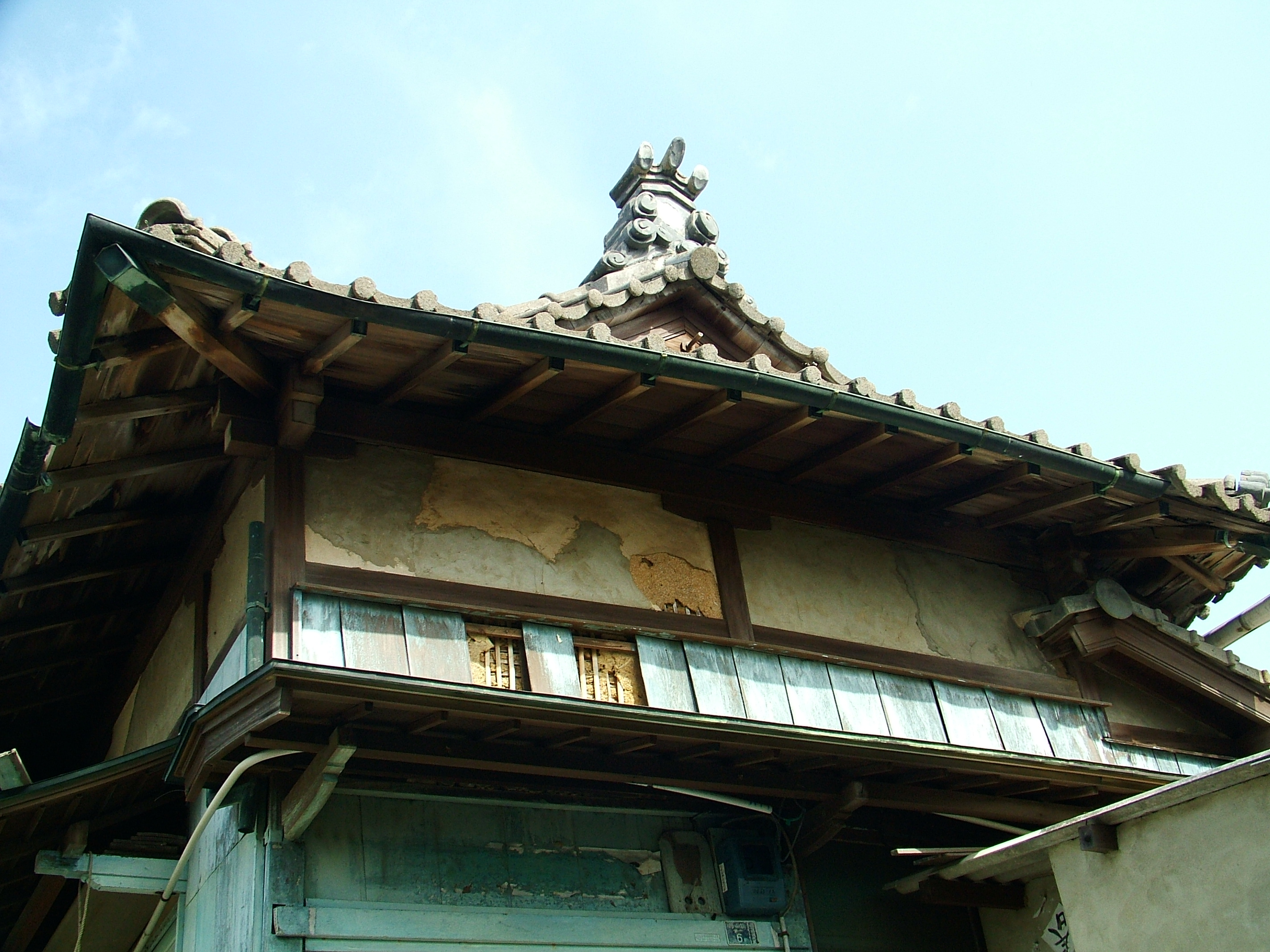
社務所側面
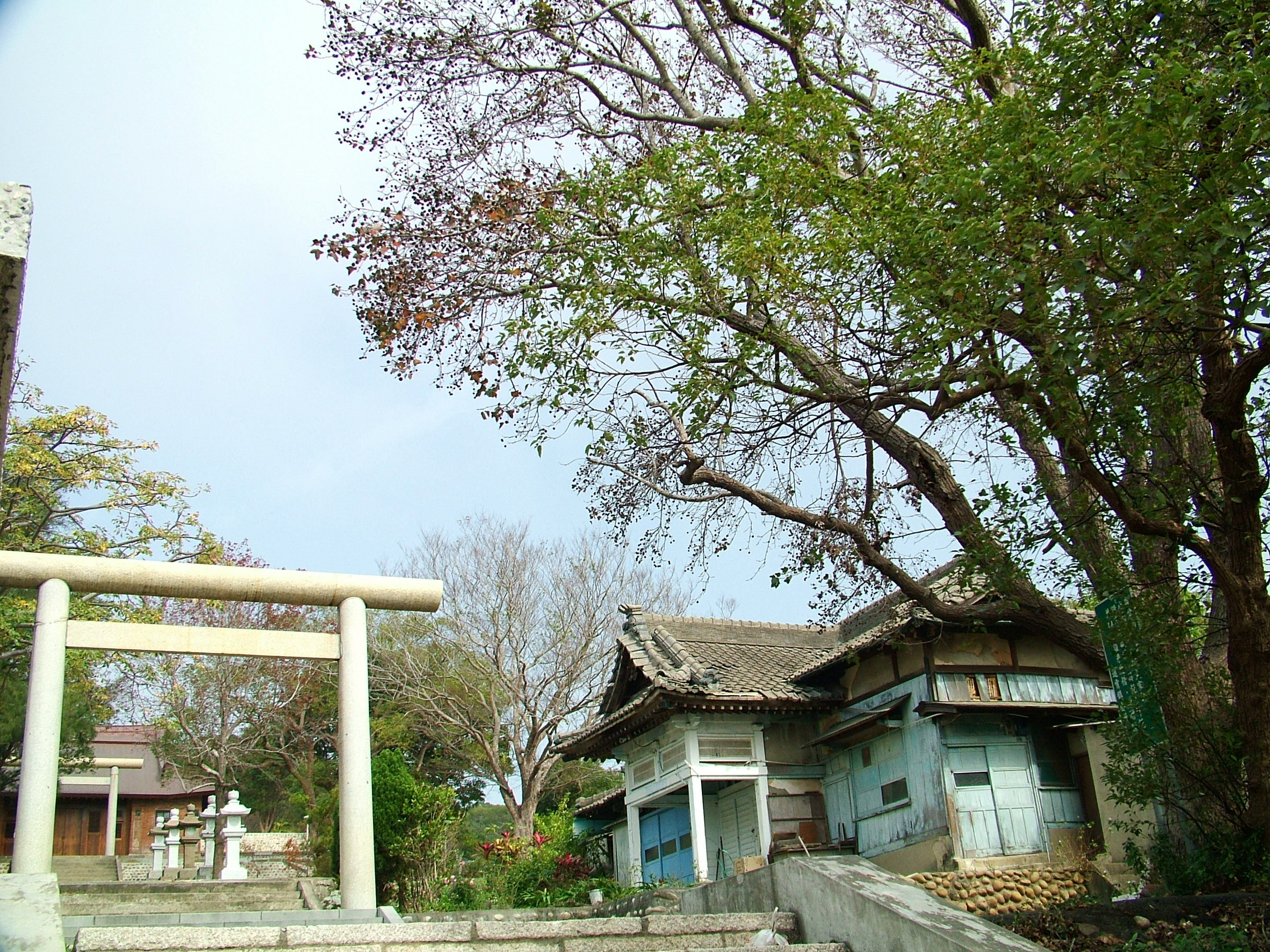
鳥居と社務所
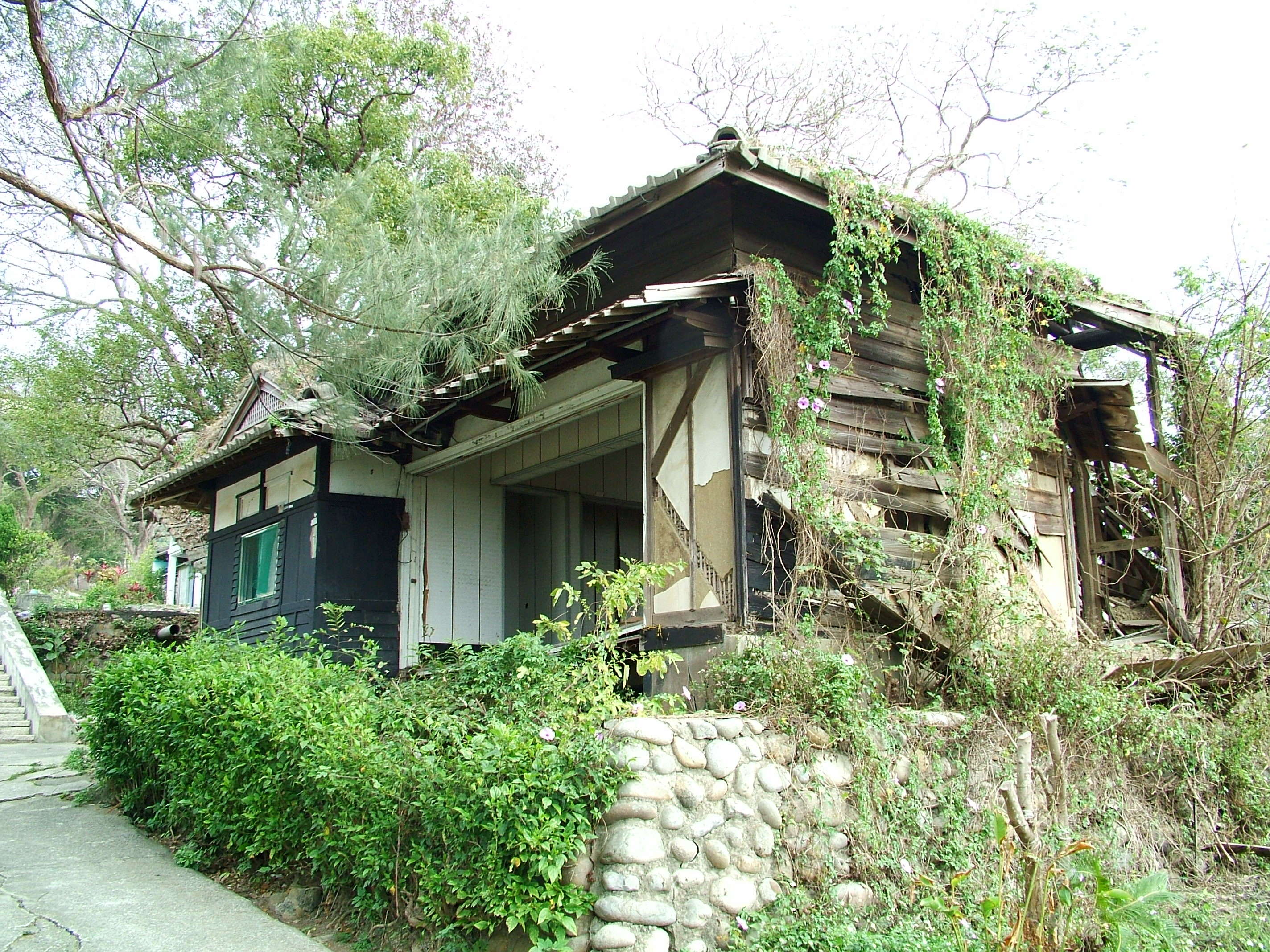
付属の建物
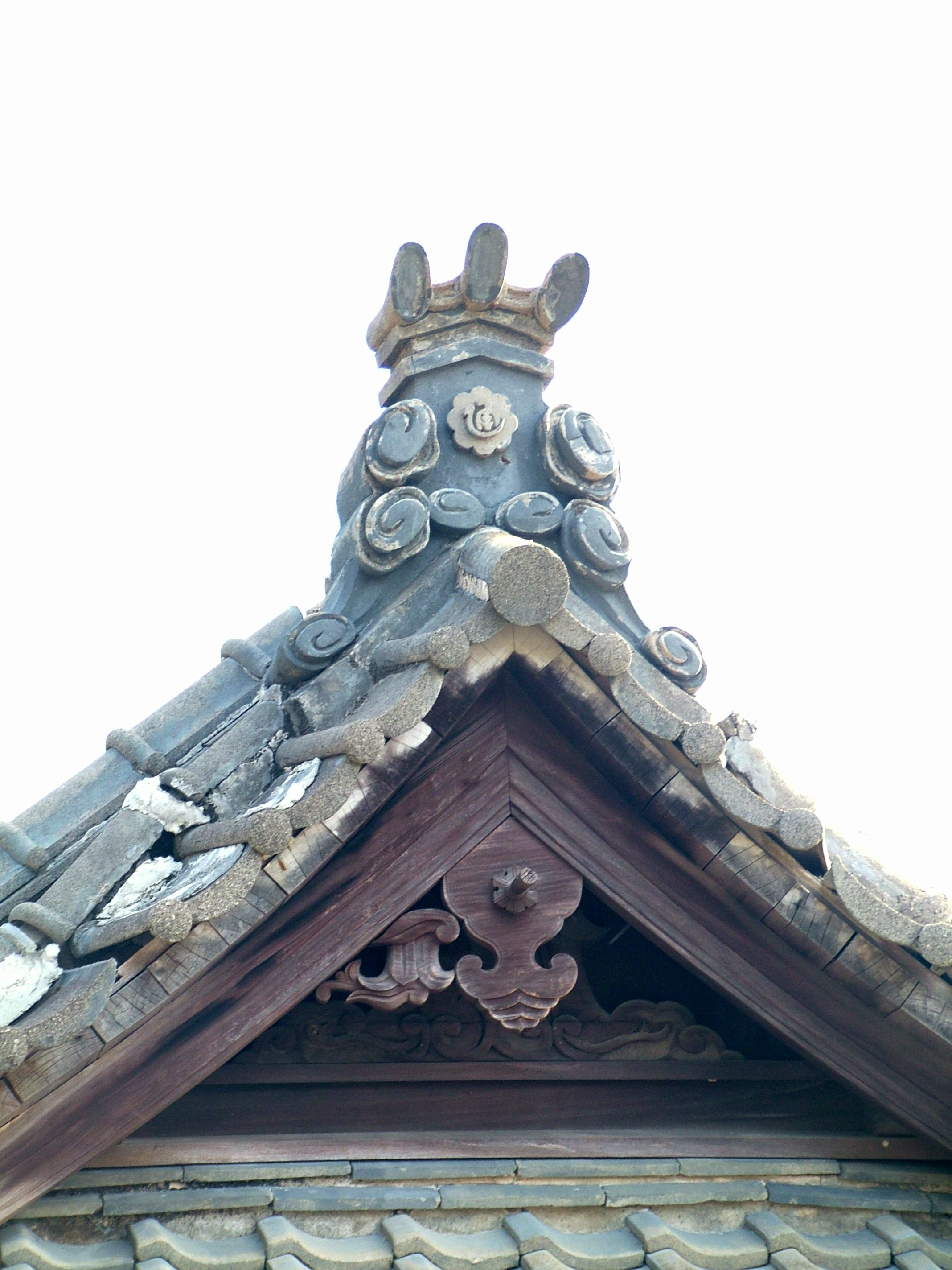
鬼瓦
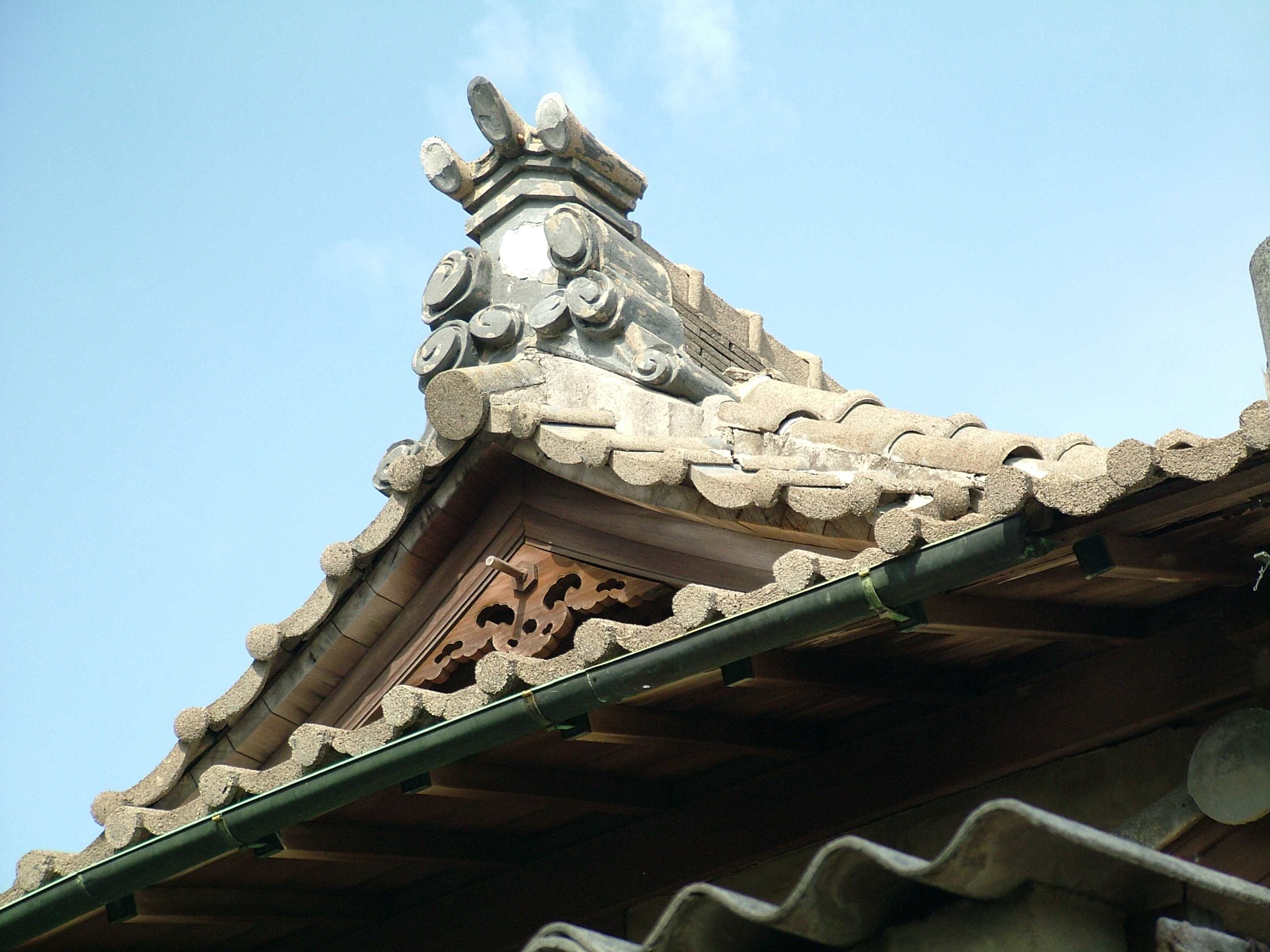
鬼瓦
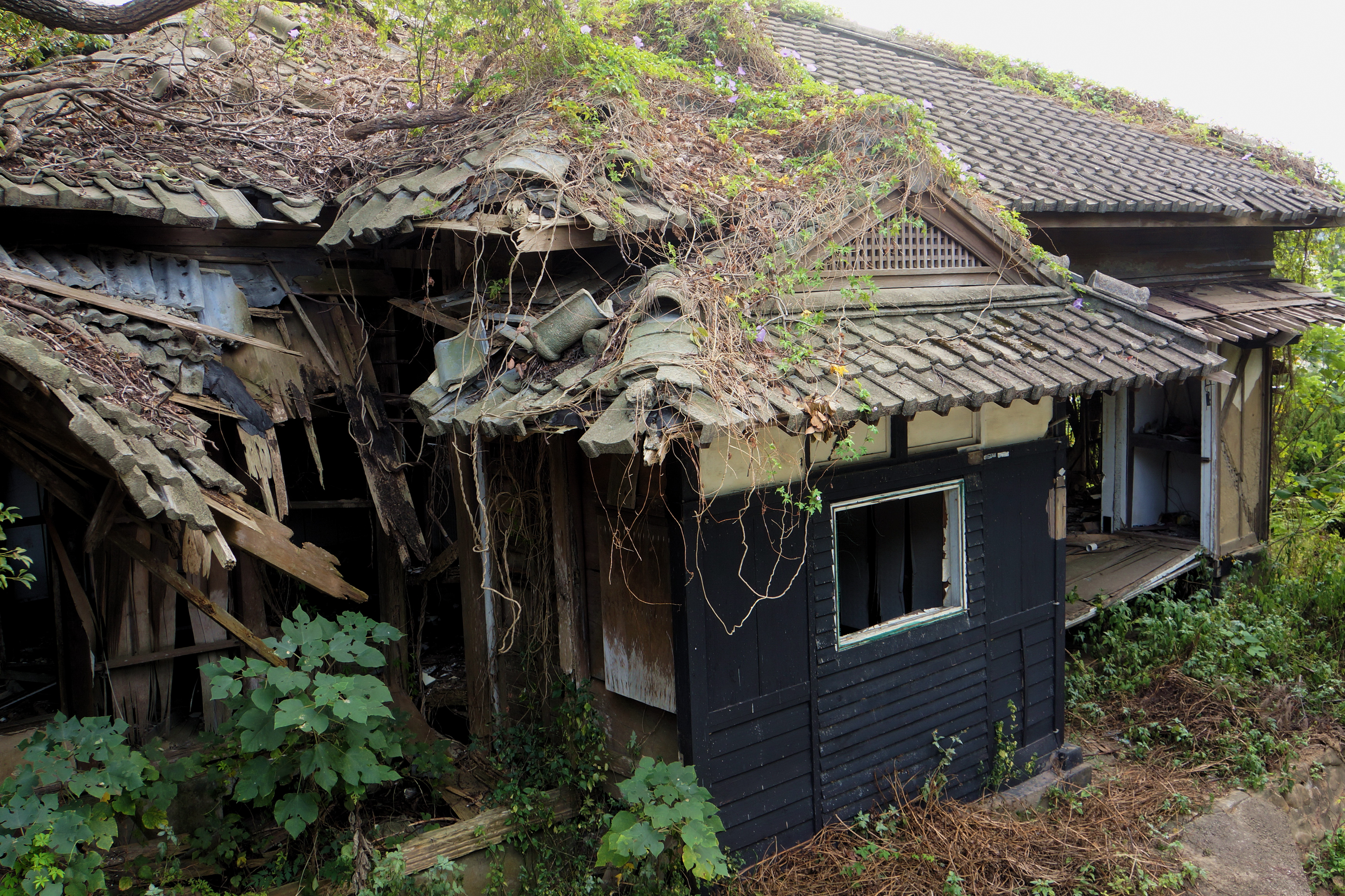
休憩所
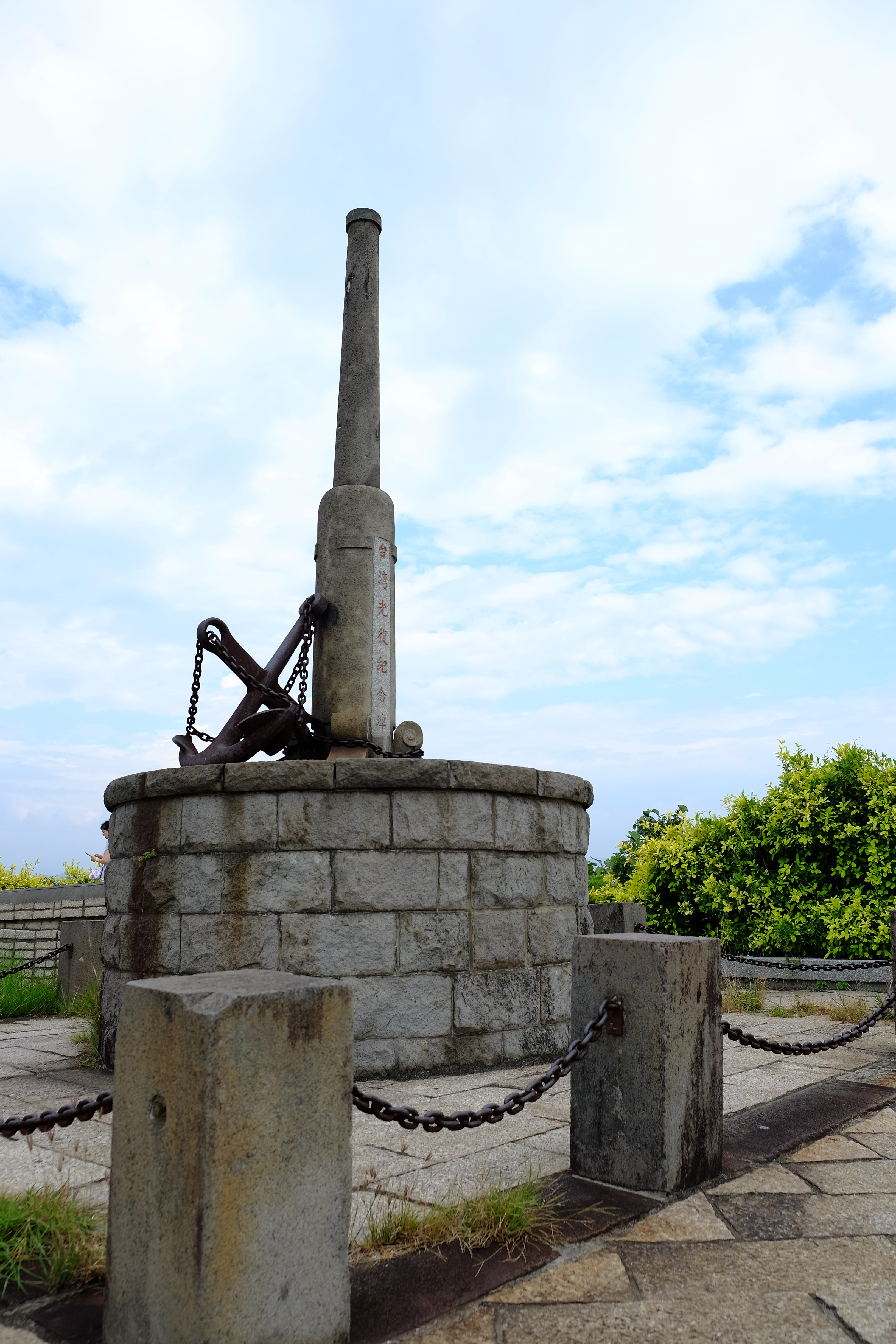
海軍望楼紀念碑